# 小山東一
小山 東一（こやま とういち、1901年11月11日 - 1985年6月9日）は、日本のジャーナリスト、英文学者、翻訳家。広島大学教授。

## 人物・来歴
広島県福山市生まれ。1927年東京帝国大学文学部英文科卒。中外商業新報、日本産業経済新聞学芸部長をへて、広島大学教授。
戯曲家の小山祐士は従兄弟にあたる。

## 著書
- 『酒折宮』（翼賛出版協會、新民話叢書） 1944

## 翻訳
- 『ラッドの綴方帳』（エーリヒ・ケストネル、童話春秋社） 1939
- 『英国論』（W・R・イング、松山房） 1940
- 『蟻』（ジュリアン・ハックスリ、内田亨共訳、創元社） 1940
- 『老妻物語』（アーノルド・ベネット、岩波文庫） 1941 - 1942、のち改題『二人の女の物語』 1962 - 1963
- 『ロビンソン・クルーソー』（ダニエル・デフォー、河出書房、世界文学全集） 1951
- 『モル・フランダーズ』(デフォー、河出書房、世界文学全集） 1954

## 参考
- 文藝年鑑1940